# Petrolisthes manimaculis
Petrolisthes manimaculis är en kräftdjursart som beskrevs av Glassell 1945. Petrolisthes manimaculis ingår i släktet Petrolisthes och familjen porslinskrabbor. Inga underarter finns listade i Catalogue of Life.